# .38 Super
.38 Super, auch als .38 Super Auto bekannt, ist eine in den USA entwickelte und dort verbreitete Pistolen-Patrone.

## Bezeichnung
Im deutschen Nationalen Waffenregister (NWR) wird die Patrone unter Katalognummer 149 unter folgenden Bezeichnungen geführt (gebräuchliche Bezeichnungen in Fettdruck)
- .38 Super Auto (Hauptbezeichnung)
- .38 ACO (Super)
- .38 ACP (Super)
- .38 Automatic Super-Speed
- .38 Automatic Super-X
- .38 Colt Super Automatic
- .38 Sup. Auto
- .38 Super ACP
- .38 Super Automatic
- .38 Super-Speed

Weiterhin sind die Bezeichnungen .38 Super und 9 x 23 mm HR (Halbrand) gebräuchlich, ohne dass sie im NWR genannt werden.

## Beschreibung
Die Munition .38 Super ist eine als Alternative zur .380 ACP (9 × 17 mm) entwickelte Patrone. Sie ist eine mit mehr Ladung versehene Variante der .38 ACP. Sie ist länger als die weiter verbreitete 9 mm Parabellum. Die dadurch mögliche, größere Pulverladung verleiht dem Geschoss eine höhere Geschwindigkeit und somit höhere Geschossenergie und höheren Geschossimpuls als das 9 × 19-mm-Geschoss. Die .38 Super ist bei Polizei und Sicherheitskräften wenig verbreitet, obwohl sie gegenüber der .40 S&W den Vorteil bietet, aufgrund der 1 mm schlankeren Patrone mehr Munition im Pistolen-Magazin unterbringen zu können. Colt fertigt heute noch Pistolen im Kaliber .38 Super, allerdings mit einreihigem Magazin mit neun Patronen.